# Danube Upper Austria Open 2024 - Doppio
Il doppio del torneo di tennis professionistico Danube Upper Austria Open 2024, facente parte della categoria Challenger 100 nell'ambito dell'ATP Challenger Tour 2024, si è giocato dal 6 al 12 maggio a Mauthausen, in Austria. Romain Arneodo e Tristan-Samuel Weissborn erano i detentori del titolo ma solo Weissborn aveva scelto di partecipare in coppia con Philipp Oswald.
In finale Constantin Frantzen e Hendrik Jebens hanno sconfitto Ryan Seggerman e Patrik Trhac con il punteggio di 6–4, 6–4.

## Teste di serie
1. Alexander Erler /  Lucas Miedler (primo turno)
2. Constantin Frantzen /  Hendrik Jebens (campioni)

1. Diego Hidalgo /  Denys Molčanov (quarti di finale)
2. Philipp Oswald /  Tristan-Samuel Weissborn (primo turno)

## Wildcard
1. Matej Dodig /  Filip Misolic (primo turno)

1. Neil Oberleitner /  Joel Josef Schwärzler (semifinale)

## Ranking protetto
1. Dustin Brown /  Evan King (primo turno)

## Tabellone

### Legenda
| - Q = Qualificato - WC = Wild card - LL = Lucky loser | - ALT = Alternate - SE = Special Exempt - PR = Protected Ranking | - w/o = Walkover - r = Ritirato - d = Squalificato |

|  | Primo turno | Primo turno                    | Primo turno                 | Primo turno                | Primo turno         |  |  | Quarti di finale | Quarti di finale               | Quarti di finale               | Quarti di finale    | Quarti di finale    |   |   | Semifinali | Semifinali                  | Semifinali                  | Semifinali                         | Semifinali                         |   |   | Finale | Finale | Finale | Finale | Finale |  |
|  |             |                                |                             |                            |                     |  |  |                  |                                |                                |                     |                     |   |   |            |                             |                             |                                    |                                    |   |   |        |        |        |        |        |  |
|  | 1           | A Erler L Miedler              | A Erler L Miedler           | 4                          | 6                   |  |  |                  |                                |                                |                     |                     |   |   |            |                             |                             |                                    |                                    |   |   |        |        |        |        |        |  |
|  |             | U Blanchet M Martineau         | U Blanchet M Martineau      | 6                          | 78                  |  |  |                  | U Blanchet M Martineau         | 4                              | 7                   | [10]                |   |   |            |                             |                             |                                    |                                    |   |   |        |        |        |        |        |  |
|  |             | C Harrison F Martin            | 61                          | 7                          | [10]                |  |  |                  | C Harrison F Martin            | 6                              | 63                  | [7]                 |   |   |            |                             |                             |                                    |                                    |   |   |        |        |        |        |        |  |
|  | WC          | M Dodig F Misolic              | 7                           | 65                         | [6]                 |  |  |                  |                                |                                |                     |                     |   |   |            | U Blanchet M Martineau      | U Blanchet M Martineau      | 4                                  | 64                                 |   |   |        |        |        |        |        |  |
|  | 3           | D Hidalgo D Molčanov           | D Hidalgo D Molčanov        | D Hidalgo D Molčanov       | w/o                 |  |  |                  |                                |                                | R Seggerman P Trhac | R Seggerman P Trhac | 6 | 7 |            |                             |                             |                                    |                                    |   |   |        |        |        |        |        |  |
|  |             | RA Burruchaga JM Cerúndolo     | RA Burruchaga JM Cerúndolo  | RA Burruchaga JM Cerúndolo |                     |  |  | 3                | D Hidalgo D Molčanov           | D Hidalgo D Molčanov           | 64                  | 2                   |   |   |            |                             |                             |                                    |                                    |   |   |        |        |        |        |        |  |
|  |             | R Seggerman P Trhac            | R Seggerman P Trhac         | R Seggerman P Trhac        | R Seggerman P Trhac |  |  |                  | R Seggerman P Trhac            | R Seggerman P Trhac            | 7                   | 6                   |   |   |            |                             |                             |                                    |                                    |   |   |        |        |        |        |        |  |
|  |             | Bye                            | Bye                         | Bye                        | Bye                 |  |  |                  |                                |                                |                     |                     |   |   |            | Ryan Seggerman Patrik Trhac | Ryan Seggerman Patrik Trhac | 4                                  | 4                                  |   |   |        |        |        |        |        |  |
|  |             | F Bergevi M Veldheer           | F Bergevi M Veldheer        | 2                          | 4                   |  |  |                  |                                |                                |                     |                     |   |   |            |                             | 2                           | Constantin Frantzen Hendrik Jebens | Constantin Frantzen Hendrik Jebens | 6 | 6 |        |        |        |        |        |  |
|  |             | O Luz F Romboli                | O Luz F Romboli             | 6                          | 6                   |  |  |                  | O Luz F Romboli                | O Luz F Romboli                | 4                   | 4                   |   |   |            |                             |                             |                                    |                                    |   |   |        |        |        |        |        |  |
|  | WC          | N Oberleitner JJ Schwärzler    | N Oberleitner JJ Schwärzler | 7                          | 7                   |  |  | WC               | N Oberleitner JJ Schwärzler    | N Oberleitner JJ Schwärzler    | 6                   | 6                   |   |   |            |                             |                             |                                    |                                    |   |   |        |        |        |        |        |  |
|  | 4           | P Oswald S Weissborn           | P Oswald S Weissborn        | 5                          | 63                  |  |  |                  |                                |                                |                     |                     |   |   | WC         | N Oberleitner JJ Schwärzler | N Oberleitner JJ Schwärzler | 4                                  | 3                                  |   |   |        |        |        |        |        |  |
|  | PR          | D Brown E King                 | 7                           | 6                          | [8]                 |  |  |                  |                                | 2                              | C Frantzen H Jebens | C Frantzen H Jebens | 6 | 6 |            |                             |                             |                                    |                                    |   |   |        |        |        |        |        |  |
|  |             | I Liutarevich D Vega Hernández | 5                           | 78                         | [10]                |  |  |                  | I Liutarevich D Vega Hernández | I Liutarevich D Vega Hernández | 4                   | 0                   |   |   |            |                             |                             |                                    |                                    |   |   |        |        |        |        |        |  |
|  |             | J Kovalík I Zelenay            | J Kovalík I Zelenay         | 4                          | 4                   |  |  | 2                | C Frantzen H Jebens            | C Frantzen H Jebens            | 6                   | 6                   |   |   |            |                             |                             |                                    |                                    |   |   |        |        |        |        |        |  |
|  | 2           | C Frantzen H Jebens            | C Frantzen H Jebens         | 6                          | 6                   |  |  |                  |                                |                                |                     |                     |   |   |            |                             |                             |                                    |                                    |   |   |        |        |        |        |        |  |